# Вилебадесен
Вилебадесен (њем. Willebadessen) град је у њемачкој савезној држави Северна Рајна-Вестфалија. Једно је од 10 општинских средишта округа Хекстер. Према процјени из 2010. у граду је живјело 8.649 становника. Посједује регионалну шифру (AGS) 5762040.

## Географски и демографски подаци
Вилебадесен се налази у савезној држави Северна Рајна-Вестфалија у округу Хекстер. Град се налази на надморској висини од 295 метара. Површина општине износи 128,1 km². У самом граду је, према процјени из 2010. године, живјело 8.649 становника. Просјечна густина становништва износи 67 становника/km².